# 常陸號、常盤號列車
常陸（日语： Hitachi */?）、常磐（日语： Tokiwa */?）是東日本旅客鐵道（JR东日本）主要運行在品川站、上野站－土浦站、勝田站、高萩站、磐城站、仙台站之间，途徑東海道本線、東北本線、常磐線 的特急列車。

## 摘要

### 日本國鐵时代和初代的「常磐號」列車
「常陸號」列車是在1969年10月起運行於上野站與平站（现在的磐城站）之间的臨時列車。
「常磐號」列車在國鐵時代曾經以快速列車→準急行列车→急行列車的形式運行；在1985年，被合拼入常陸號列車。

### 超级常陸號列車
超级常陸號（スーパーひたち）是1989年3月11日651系投入服務時在常磐線開始行駛的速達型特急列車。
1997年10月1日，在E653系列车投入之際，停站型的常陸號以「Fresh常陸號」（フレッシュひたち）的名稱开始行驶。
1998年12月7日，全線列車统一為E653系列車，485系列車退出常陸號營運。
2012年3月，用以取代651系和E653系列車的E657系列车投入服務。
2013年3月16日，列車時間表改正後，所有定期特急列车統一使用E657系。

### 常陸號和常盤號列車复活
2015年3月14日，上野東京線投入服務，停站較少的速達型列車改名常陸號，停站較多的列車改名常磐號。
常陸號除了早上下行兩班車(第3・5号)之外，和常盤號列車在日間均以品川站作為始發和終點站。。常陸號在早上有2班車在上野站發車；上行則全部往品川站。
自此，常陸號和常盤號的乘客無需轉乘，即可直達東京站和品川站，因而便於轉乘至東海道新幹線和東海道線，並可以更方便地換乘京急線前往羽田機場。
2017年10月14日運行圖調整後，常磐號增加了品川站終到和始發的列車數量。
2020年3月14日運行圖調整後，配合東日本大震災的修復工作完成，三對來回的「常陸號」延長至仙台站。

### 列車名称起源
- 常陸號 - 來源於茨城縣（西南部除外）的舊國名「常陸」。
- 常磐號 - 來自「常陸」以及福島縣東部（包括宮城縣的一部分）的前國名「磐城」合成的名稱「常磐」的訓讀(Tokiwa)。

## 運行概況
- 常陸號：品川站、上野站－磐城站、仙台站之间的列車，大部分班次為上野至水戶站不停站直達
- 常磐號：品川站、上野站－土浦站、勝田站、高萩站之間的停站型列車

常陸號列車的號碼从1号到30号；常磐號列車的號碼从51号到92号（96號是定期運營的臨時列車）。品川站到發，經過東京站的列車編號是 號碼+M，上野站到發列車的編號是2000+號碼+M.
下行列車從7時到21時每小時00分從上野發車的是「常陸號」；7時到22時之間的每小時30分、18時到20時之間的每小時15分、22時和23時正發車的是「常磐號」，23時正發車的常磐號91號是尾班車（終電）。 品川站發車的列車當中，部分45分在品川站發車，53分東京站發車，00分在上野站發車；部分15分在品川站發車，23分東京站發車，然後30分由上野站發車。
上行各列車出發站並不同，但是在勝田站和上野站之間，首班列車（常陸號2號）開出後，常陸號和常磐號會交替運行（除了僅周六日運行的常磐號64號和周六日的常磐號66號是連續兩班車）。 在水戶站，從9時到21時，常陸號每逢27分發車，常磐號每逢53分發車。水戶開的尾班車是21:53開車的常陸號92號。
主要车站之间的时间(常陸號)
上野 - 土浦：上行约41-57分钟；下行约38-49分钟 (66.0公里)
上野 - 水戶：上行约1小时8-29分钟；下行约1小时5-18分钟 (117.5公里)
上野 - 磐城：上行约2小时12-42分钟，下行约2小时7-24分钟 (211.6公里)
品川 - 磐城：上行约2小时28分钟-3小时整，下行约2小时22-35分钟 (222.0公里)
常磐線特急列車的表定速度約為90公里/小時。常陸號在上野與水戶之間的大部分列車速度超過100公里/小時。

### 停車站
截至2020年3月14日，常陸號、常盤號列車的停車站如下。
- ●：全列车停站
- －：通过
- 數字：部分列車停站（數字爲停站列車數）

※上行：上野、東京、品川方向；下行：水户、磐城、仙台方向

#### 常陸號
| 運行列車數目 | 品川站 | 東京站 | 上野站 | 柏站 | 土浦站 | 水户站 | 勝田站 | 東海站 | 大甕站 | 常陸多賀站 | 日立站 | 高萩站 | 磯原站 | 勿来站 | 泉站 | 湯本站 | 磐城站 | 廣野站 | 富岡站 | 大野站 | 双葉站 | 浪江站 | 原之町站 | 相馬站 | 亘理站 | 岩沼站 | 仙台站 | 備考              |
| ------------ | ------ | ------ | ------ | ---- | ------ | ------ | ------ | ------ | ------ | ---------- | ------ | ------ | ------ | ------ | ---- | ------ | ------ | ------ | ------ | ------ | ------ | ------ | -------- | ------ | ------ | ------ | ------ | ----------------- |
| 下行6班      | ●      | ●      | ●      | －   | 1      | ●      | ●      | 1      | 5      | 5          | ●      | ●      | －     | ●      | ●    | ●      | ●      |        |        |        |        |        |          |        |        |        |        | 其中1班僅週末開行 |
| 上行4班      | ●      | ●      | ●      | －   | －     | ●      | ●      | －     | 3      | ●          | ●      | ●      | －     | ●      | ●    | ●      | ●      |        |        |        |        |        |          |        |        |        |        |                   |
| 下行6班      | ●      | ●      | ●      | －   | 1      | ●      | ●      | －     | 3      | 3          | ●      | －     | ●      | 1      | ●    | ●      | ●      |        |        |        |        |        |          |        |        |        |        |                   |
| 上行8班      | ●      | ●      | ●      | －   | 2      | ●      | ●      | 1      | 4      | 5          | ●      | 1      | ●      | 1      | ●    | ●      | ●      |        |        |        |        |        |          |        |        |        |        |                   |
| 下行1班      |        |        | ●      | －   | －     | ●      | ●      | －     | ●      | ●          | ●      | ●      | －     | ●      | ●    | ●      | ●      |        |        |        |        |        |          |        |        |        |        | 僅平日開行        |
| 下行2班      | ●      | ●      | ●      | －   | －     | ●      | ●      | －     | ●      | ●          | ●      | 1      | 1      | 1      | ●    | ●      | ●      | ●      | ●      | ●      | ●      | ●      | ●        | ●      | 1      | 1      | ●      |                   |
| 下行1班      |        |        | ●      | ●    | ●      | ●      | ●      | －     | －     | ●          | ●      | －     | ●      | －     | ●    | ●      | ●      | ●      | ●      | ●      | ●      | ●      | ●        | ●      | －     | －     | ●      |                   |
| 上行3班      | ●      | ●      | ●      | －   | 1      | ●      | ●      | 2      | ●      | ●          | ●      | ●      | －     | ●      | ●    | ●      | ●      | ●      | ●      | ●      | ●      | ●      | ●        | ●      | 1      | 1      | ●      |                   |

#### 常盤號
| 運行列車數目 | 品川站 | 東京站 | 上野站 | 日暮里站 | 柏站 | 龍崎市站 | 牛久站 | 常陸野牛久站 | 荒川沖站 | 土浦站 | 石岡站 | 友部站 | 赤塚站 | 水户站 | 勝田站 | 東海站 | 大甕站 | 常陸多賀站 | 日立站 | 高萩站 | 備考              |
| ------------ | ------ | ------ | ------ | -------- | ---- | -------- | ------ | ------------ | -------- | ------ | ------ | ------ | ------ | ------ | ------ | ------ | ------ | ---------- | ------ | ------ | ----------------- |
| 下行1班      | ●      | ●      | ●      | －       | ●    | ●        | ●      | －           | －       | ●      | ●      | ●      | ●      | ●      | ●      | －     | ●      | ●          | ●      | ●      |                   |
| 上行1班      | ●      | ●      | ●      | －       | ●    | －       | －     | －           | －       | ●      | ●      | ●      | －     | ●      | ●      | －     | ●      | ●          | ●      | ●      |                   |
| 下行4班      | ●      | ●      | ●      | －       | 3    | 1        | 1      | －           | －       | ●      | ●      | ●      | －     | ●      | ●      | ●      | ●      | ●          | ●      | ●      |                   |
| 上行4班      | ●      | ●      | ●      | －       | 2    | 2        | 2      | －           | －       | ●      | ●      | ●      | 2      | ●      | ●      | ●      | ●      | ●          | ●      | ●      |                   |
| 下行14班     | ●      | ●      | ●      | －       | ●    | 6        | 6      | 4            | 4        | ●      | ●      | ●      | 3      | ●      | ●      |        |        |            |        |        |                   |
| 上行13班     | ●      | ●      | ●      | －       | 12   | 1        | 1      | －           | －       | ●      | ●      | ●      | 1      | ●      | ●      |        |        |            |        |        | 其中1班僅週末開行 |
| 上行1班      |        |        | ●      | －       | －   | ●        | ●      | ●            | ●        | ●      | ●      | ●      | ●      | ●      | ●      |        |        |            |        |        |                   |
| 上行1班      |        |        | ●      | ●        | －   | ●        | ●      | －           | ●        | ●      | ●      | ●      | －     | ●      | ●      |        |        |            |        |        | 僅平日開行        |
| 下行2班      |        |        | ●      | －       | ●    | ●        | ●      | ●            | ●        | ●      |        |        |        |        |        |        |        |            |        |        |                   |
| 上行1班      |        |        | ●      | ●        | －   | ●        | ●      | ●            | ●        | ●      |        |        |        |        |        |        |        |            |        |        |                   |

### 東日本大地震的影響
2010年12月6日，JR東日本發佈新聞稿，計劃於2012年春季引進新型列車時，將重編常磐線的特急列車運行系統。。計劃中，特急列車班次會分割為上野至磐城與磐城至仙台兩區間。前者以新引進的E657系行駛，後者以E653系行駛。不過位處磐城以北的福島縣相馬、双葉地區居民反應運行區間分割後往來東京將變遠，呼籲JR東日本保留直通列車班次。
2011年2月，JR東日本水戶分公司公開募集磐城至仙台間的特急列車車名，預定於同年4月發表。但是，在2011年3月11日發生東日本大地震及福島第一核電廠事故後，常磐線磐城站以北大範圍受災而無法行駛列車。超級常陸號行駛區間縮至上野到磐城間。
災後，2012年3月17日時刻改點，上野磐城間有4成的班次改用E657系，而原本計劃退出該區間的E653系則暫時保留用於Fresh常陸號班次。該年改點後的班次運用如下：
- 超級常陸－E657系：20班、651系：10班
- Fresh常陸－E657系：9班、E653系：30班、651系：2班

2013年3月16日的時刻表修改，超級常陸與Fresh常陸所有班次都由E657系行駛。。
2015年3月14日時刻改點，「超級常陸」更名為「常陸」、「Fresh常陸」更名為「常磐」，常陸的編號由1號開始、常磐的編號從51號開始。
原本計劃中要改用於磐城仙台間的E653系，已於2013年秋季將基本編組轉用於新潟、酒田至秋田的特急列車「稻穗號」（いなほ），附屬編組則轉用於2015年3月14日北陸新幹線通車時所新設、行駛於新潟至上越妙高間的特急列車「白雪號」（しらゆき）。
2020年3月14日起，常磐線富岡浪江間路段修復完成、全線恢復營運，一天有三往復從上野發車的常陸號列車直通至仙台車站，皆以E657系行駛。

## 使用车辆
因常磐線具有20000伏特50Hz交流電及1500伏特直流電兩種不同的供電方式，所以常陸號、常磐號採用交直流兩用的特急型電聯車。
2015年3月14日至今，所有的班次使用E657系10輛編組運行。
全車指定席；但可憑座席未指定券使用普通座位的空座。每個座位上方均已安裝顯示座位預約狀態的LED指示燈。
常陸號的車内販售由日本Restaurant Enterprise負責，常磐號所有列車不設車内販售。

### 歷年使用車輛
- 80系：1969年10月-1972年10月
- 483・485系：1972年7月至10月-1998年12月7日
- 651系：1989年3月11-2013年3月15日及2013年10月1日-2015年3月13日
- E653系：1997年10月1日-2013年3月15日
- E657系：2012年3月17日至今

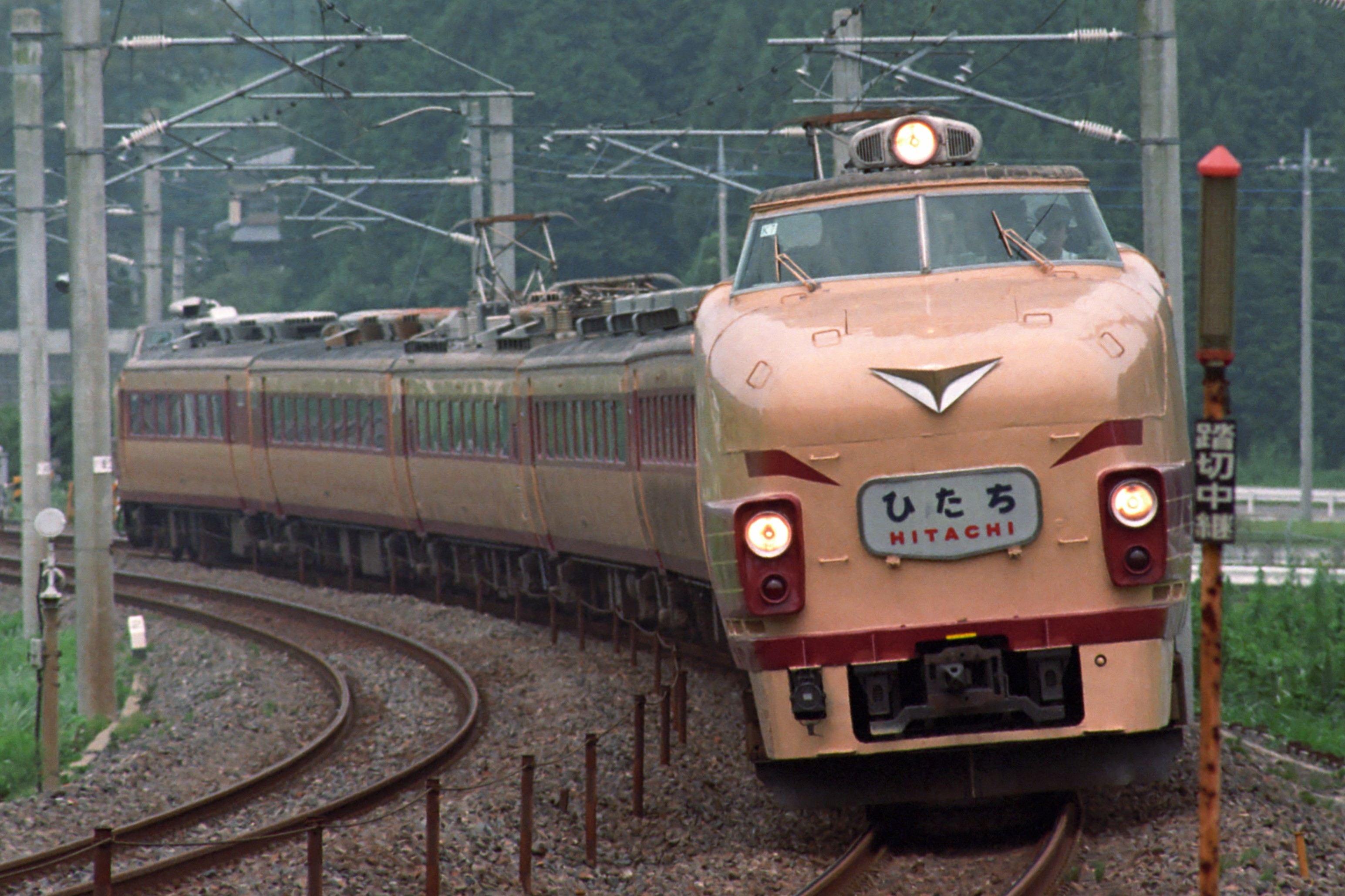
485系「常陸號」
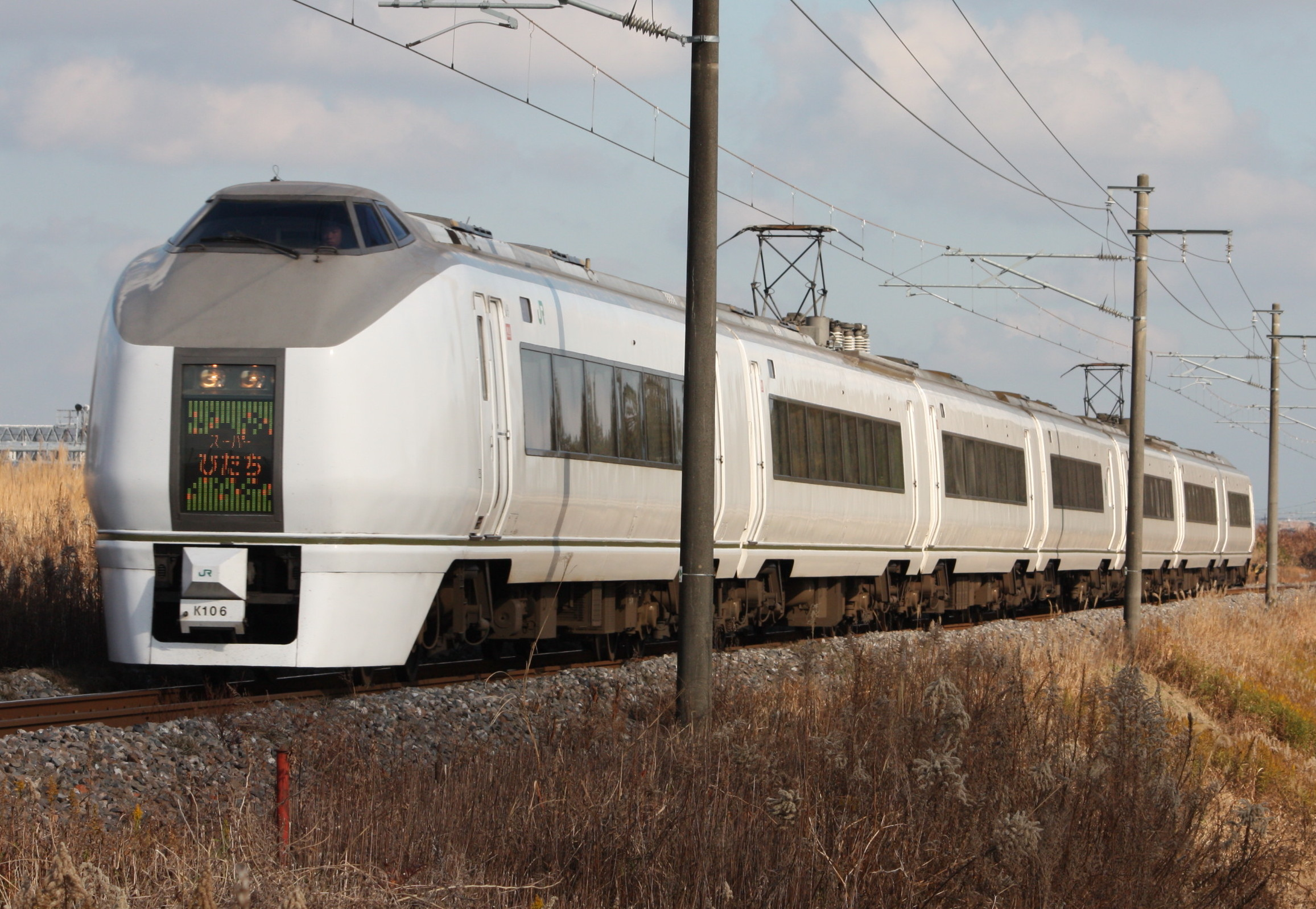
651系（7輛編成）
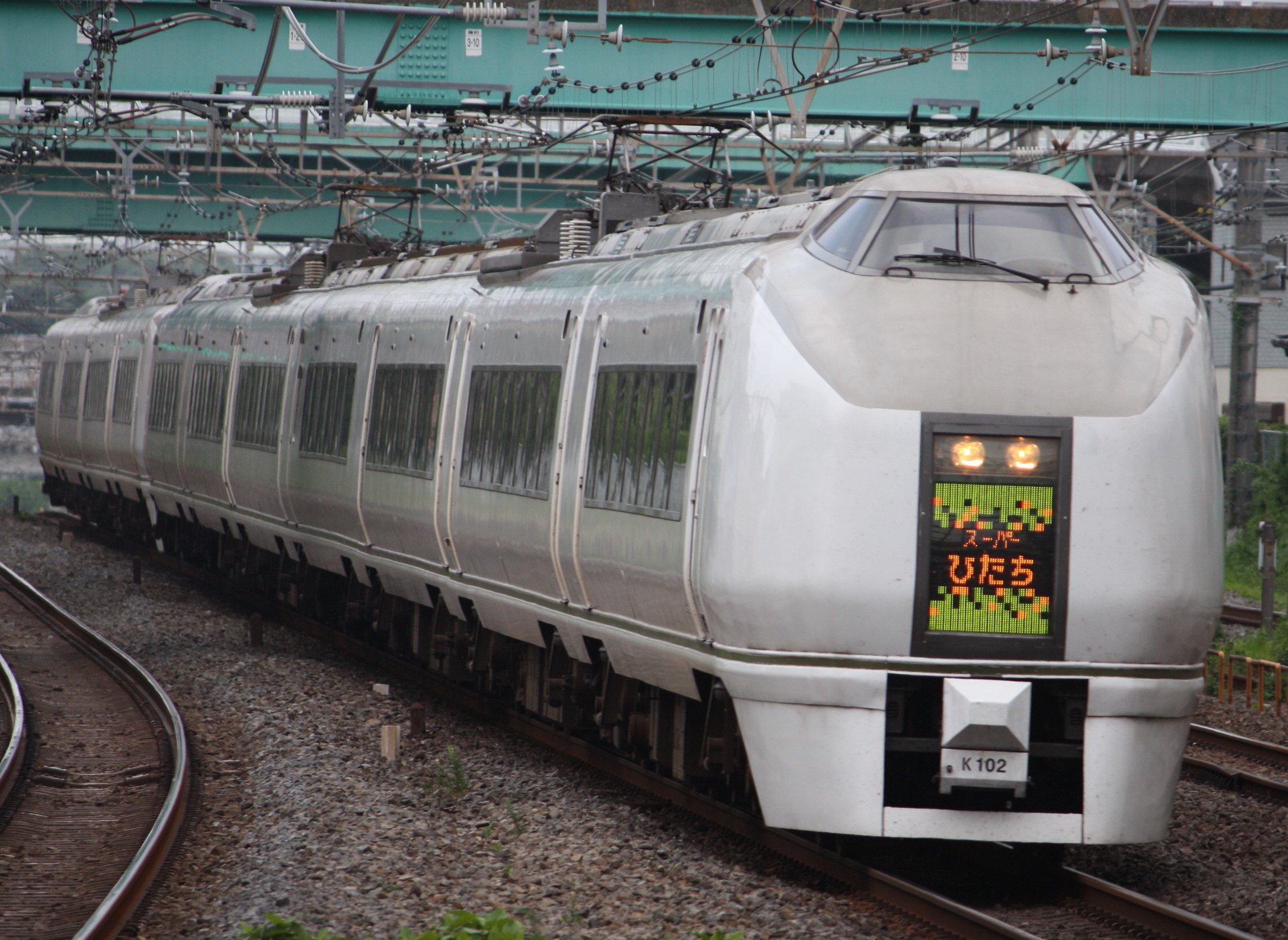
651系（11輛編成）
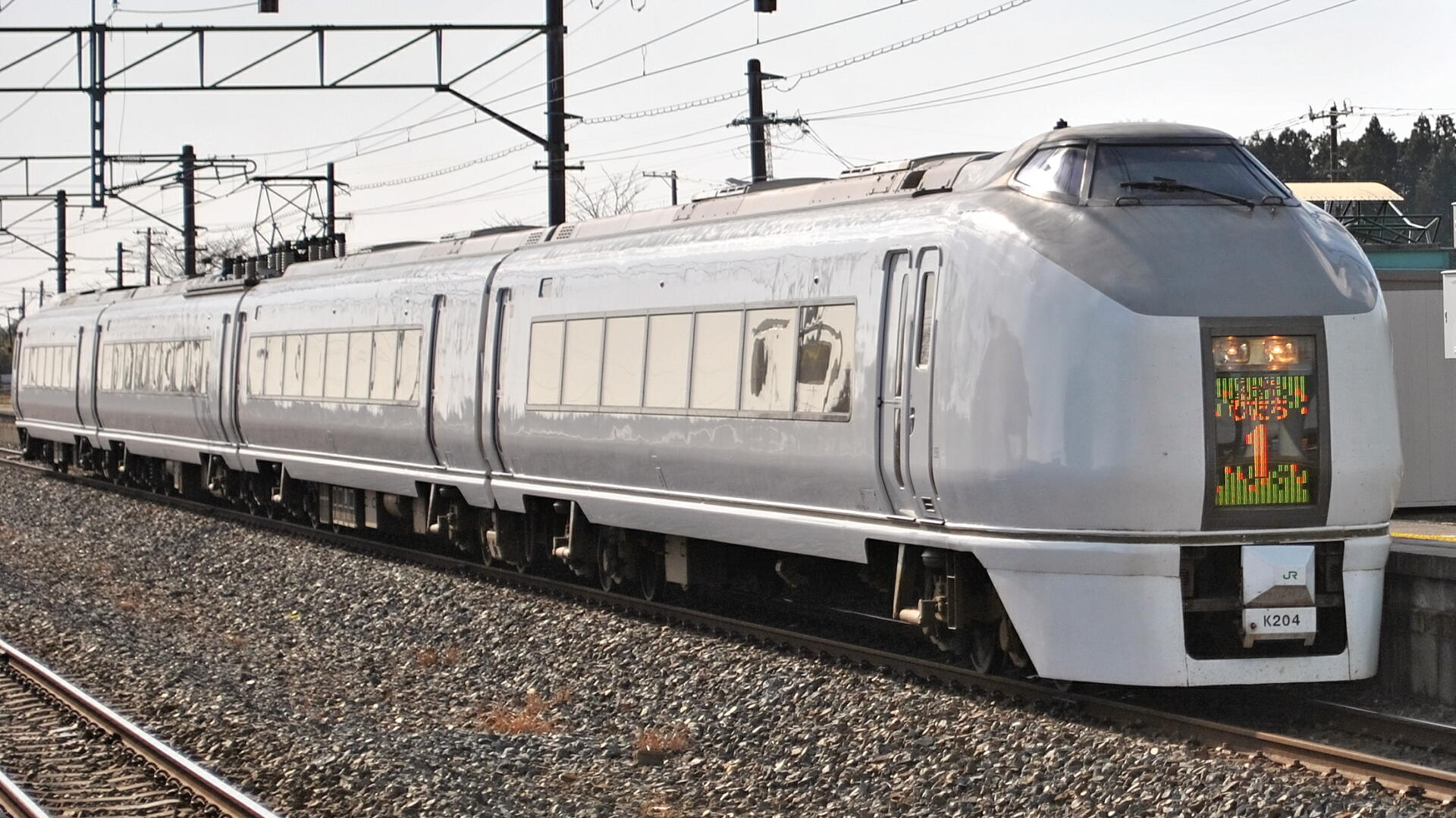
651系（4輛編成）
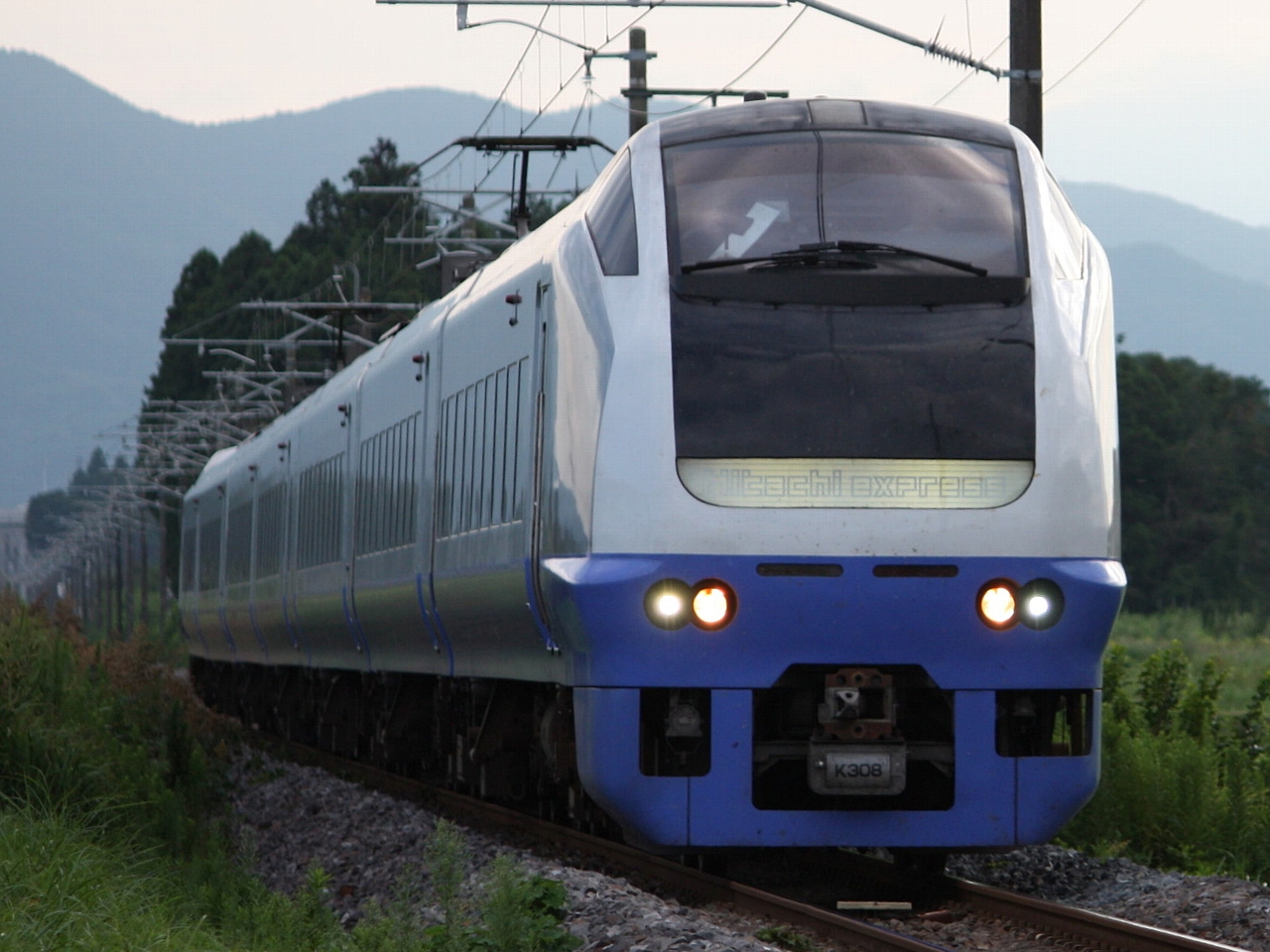
E653系（7輛編成）

## 脚注
1. ↑  JR東日本官方對於的中文翻譯，簡體中文採用「常磐號」，繁體中文採用「常盤號」。
2. ↑  經由東海道本線品川站 - 東京站間（詳見東海道線）、東北本線東京站 - 上野站間（詳見宇都宮線、上野東京線）、東北本線上野站 - 日暮里站間和常磐線的日暮里站 - 取手站間（詳見常磐快速線）。
3. ↑  2017年3月3日之前，品川站出發時間提前一分鐘。
4. ↑  原則上以新的E657系運行，在E657系完全導入前仍以651系行駛部份班次。

## 相关项目
- 常磐線
- 常磐快速線
- 常磐緩行線
- 上野東京線
- 東日本大地震對铁路的影响（日语：東日本大震災による鉄道への影響）

## 外部联結
- 常陸號・常盤號 （页面存档备份，存于） JR东日本